# ワイルク川

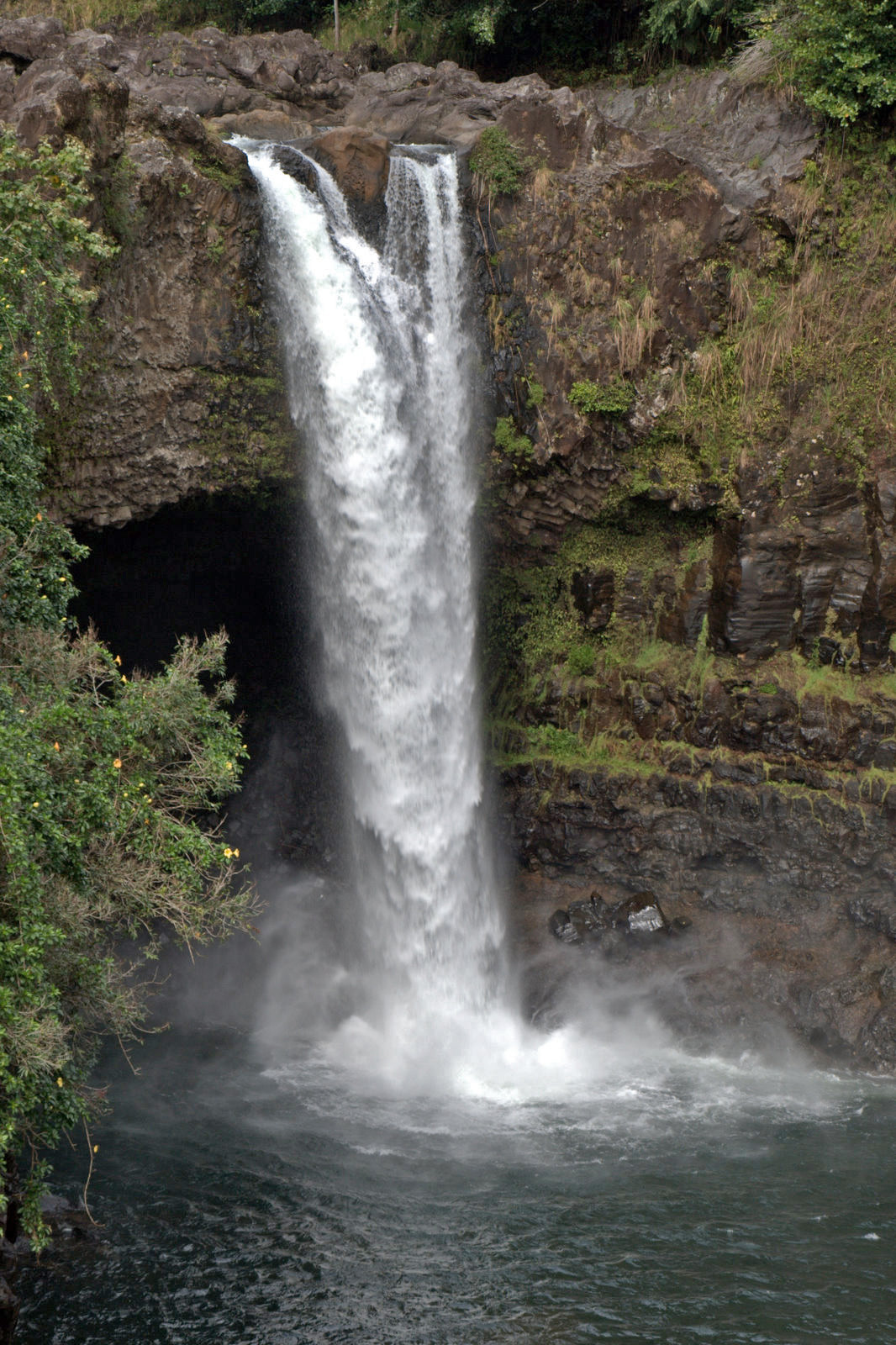
ワイルク川に懸かる「虹の滝」

ワイルク川（わいるくがわ、ワイルクがわ、英語: Wailuku River）またはヴァイルク川と呼ばれているのは、米国ハワイ州ハワイ島の多雨地域（東側）にあるヒロの町の西にある川で、同島および全ハワイ州で最長の川である。観光地として名高い「虹の滝」はこの川の流れにある。

## 名称
ワイルク（Wailuku、ハワイ語発音はヴァイルク）は「淡水」を意味するハワイ語のヴァイ（Wai）と「破壊」を意味するルク（luku）からきており、全体で「破壊の川」を意味し、大雨の時にこの川が相当な「暴れ川」であったことが想像される。洪水の高い痕跡は、ヒロ公共図書館の後ろの川に下るコンクリート階段に日付が記入されているのを見ることができる。

## 概要
ワイルク川はハワイ諸島に属するハワイ島にある長さ45.1 kmの水流である。ハワイ州で最も長い川であり、平均流量も州内でが最も大きい川である。その流れは、主にマウナ・ケアの溶岩流と南のマウナロア山の溶岩流の境界に沿って下っている。源流はマウナ・ケアの東斜面の標高約3,800メートルの所（北緯19度48分26秒、西経155度25分13秒）にある。そこからほぼ東へ流れ、山から急降下して、ヒロの町の北で太平洋に流入する。
川の下流に沿って、「ワイルク川州立公園」がある。公園内には、「虹の滝」（Rainbow Falls、北緯19度43分9秒、西経155度6分34秒）、ペエペエ滝（Peʻepeʻe Falls）、沸騰ポット（Boiling Pots、一連の小さな滝と水たまり）などがある。川の上・中流域は、人工的に導入された狩猟動物の狩猟地域としてで知られている。川の下流域は、水泳やチュービングで人気の場所になっている。しかし、ワイルク川（沸騰ポットを含む）は、州内の川での溺死の25 %を占めている。

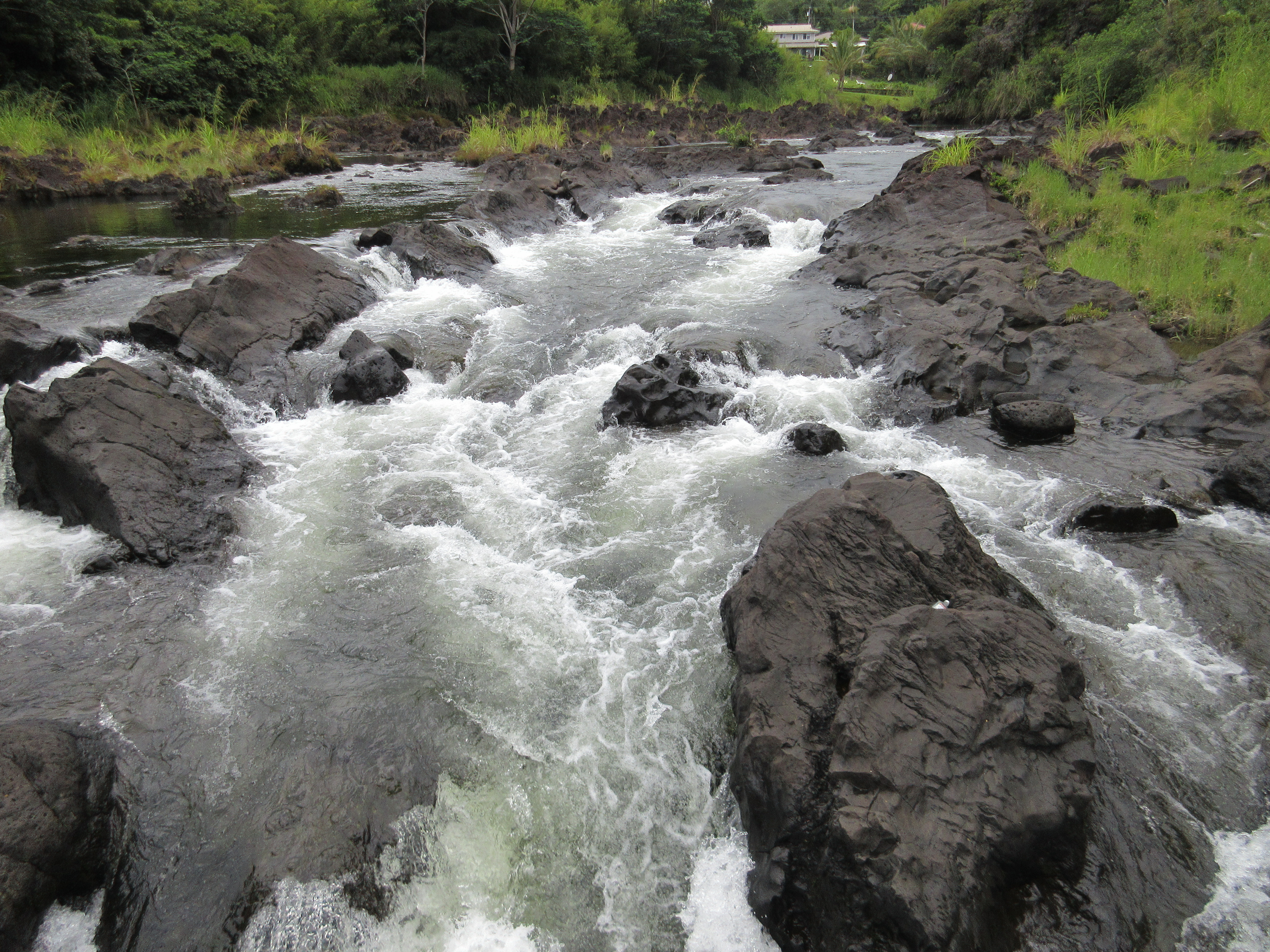
ベエペエ滝すぐ上流の沸騰ポット

川の下流では、水力発電も行われている。ヒロでの流量は、平均で毎秒8立方メートルで、最大流量はその40倍になる。水流はアメリカ地質調査所による監視下にある。堆積物は毎日平均10トンがヒロ湾へ運ばれている。
ワイルク川には汚水も流れ込んでおり、水質調査の対象にもなっている。水に関する勧告は、ハワイ州がオンラインで掲載している。ヒロ湾へ流れ込む川の自然回復計画があり、それにはワイルク川も含まれている。
ハワイ伝説によると、この川はマウイ神とトカゲの怪物クナとの戦いで作られたという。
川はホワイトウォーターのクラス5と評価されており、カヤックの専門家によって案内が行われてもいる。

## 参照項目
- ハワイ島
- ワイロア川 (Wailoa River)

ヒロの町の東のワイルク川に対して、東のワイアケア（Waiakea）にはマウナロア山から発したワイアケア川(Waiakea Stream)がワイアケア湖（Waiakea Pond）を通して短いワイロア川となり、ワイロア川州立公園（Wailoa River State Park）の脇を通りヒロ湾へそそいでいる。